# Dumitru Mazilu
Dumitru Mazilu, né le 24 juin 1934 à Bacău, est un juriste, diplomate, homme politique et dissident roumain, ayant eu un rôle-clé dans la Révolution de décembre 1989.

## Biographie

### La dissidence
Juriste de formation et diplomate de carrière, Dumitru Mazilu a été professeur universitaire depuis 1970, haut fonctionnaire dans le ministère roumain des Affaires étrangères (1975-1987), récipiendaire à Genève du prix Media Peace Prize (1980) et aux Pays-Bas du prix Hugo Grotius (1984) pour son livre Le droit de la paix. Membre, en qualité d'expert indépendant, de la sous-commission des Nations unies de la lutte contre les mesures discriminatoires et de la protection des minorités, il est chargé par la sous-commission, en 1985, d'élaborer un rapport sur "les droits de l'homme et de la jeunesse".
Lorsque les services secrets du régime de Ceaușescu apprennent le contenu du rapport, ils informent les organes du Parti communiste roumain des intentions de l'auteur. Dumitru Mazilu est mis sous arrêt à domicile à partir de 1986, il est congédié du ministère des Affaires étrangères l'année suivante et son passeport lui est retiré.
M. Mazilu était absent lors de la session de la sous-commission de 1987 pendant laquelle il devait présenter son rapport ; la Roumanie fait savoir qu’il avait été hospitalisé. Le mandat de M. Mazilu vint à expiration le 31 décembre 1987, sans que l’intéressé soit dessaisi de la tâche de rapporteur qui lui avait été assignée. M. Mazilu a pu faire parvenir à l’Organisation des Nations unies divers messages dans lesquels il se plaignait du fait que les autorités roumaines refusaient de lui délivrer une autorisation de voyage. Lesdites autorités ont par ailleurs fait savoir, à la suite de contacts que le secrétaire général adjoint des Nations unies aux droits de l’homme, à la demande de la sous-commission, avait pris avec elles, que toute intervention du Secrétariat ou toute forme d’enquête à Bucarest seraient considérées comme une ingérence dans les affaires intérieures de la Roumanie. Restant empêché de se rendre à la session suivante de la sous-commission pour présenter son travail, Dumitru Mazilu réussit à envoyer clandestinement son rapport à Genève en avril 1989, publié en tant que document officiel des Nations unies le 10 juillet suivant. L'Annexe au document, intitulée Une vue spéciale sur le cas de la Roumanie, présente une image très critique à l'adresse du régime Ceaușescu,.
À plusieurs reprises, les Nations unies tentent de contacter son expert, mais sans résultat. Au mois de septembre 1989, quatre diplomates de l'ambassade de Grande-Bretagne, des Pays-Bas, des États-Unis et du Canada sont empêchés par la police politique, la Securitate, d'aller voir le rapporteur à son domicile.
Dumitru Mazilu, en tant que membre de la sous-commission, reste un expert des Nations unies, dont les fonctions sont protégées par la Convention sur les privilèges et immunités des Nations unies en vigueur en Roumanie depuis 1956, qui stipule, entre autres "Section 22. Les experts lorsqu'ils accomplissent des missions pour l'Organisation ... jouissent, pendant la durée de cette mission ... des privilèges et immunités nécessaires pour exercer leurs fonctions en toute indépendance... en particulier des privilèges et immunités suivants : 1. immunité d'arrestation personnelle ou de détention...; 2 immunité de toute juridiction en ce qui concerne les actes accomplis par eux au cours de leurs missions (y compris leurs paroles et écrits). Cette immunité continuera à leur être accordée même après que ces personnes auront cessé de remplir des missions pour l'Organisation ... ; 3 inviolabilité de tous papiers et documents ; 4 droit ... de recevoir des documents et de la correspondance par courrier ou par valises scellées, pour leurs communications avec l'Organisation ... Le Conseil économique et social des Nations unies, saisi par la Commission des droits de l'homme, dont la sous-commission est l'organe d'experts, décide donc de demander un avis consultatif à la Cour internationale de justice à La Haye, saisie du dossier au mois d'octobre, qui rend sa décision, à l'unanimité, le 15 décembre 1989 : « Dumitru Mazilu doit jouir de tous les privilèges et immunités diplomatiques prévus par la section 22 de la Convention. »,,.

### La Révolution de décembre 1989

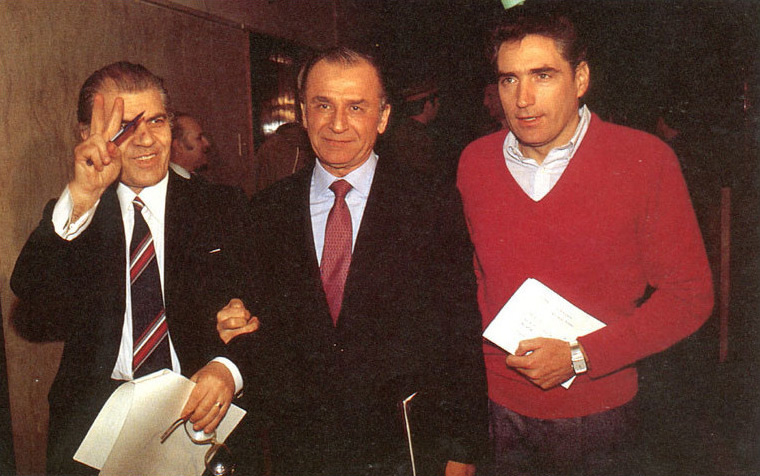
Dumitru Mazilu, Ion Iliescu et Petre Roman durant la Révolution de décembre 1989.

La révolution roumaine est déclenchée à Timișoara le 17 décembre 1989. La nuit du 21 au 22 décembre, en pleine insurrection populaire, Dumitru Mazilu est enlevé de son domicile, à Bucarest, avec son épouse et son enfant, par l'escouade de répression de la police politique et emprisonné à Alexandria. Le 22 décembre, le régime Ceaușescu renversé, Dumitru Mazilu, sorti tout droit de prison, est désigné premier vice-président du pays, dans le cadre du pouvoir provisoire constitué par le Conseil du Front de salut national (CFSN). Il est notamment l'auteur de la Proclamation de la Révolution, un programme en 10 points qui est le document sur la base duquel le nouveau pouvoir est instauré. Il marque le changement du régime par l'introduction d'un système pluraliste et démocratique de gouvernement en Roumanie qui remplace la dictature du Parti communiste. 
À la suite de divergences avec certains de ses collègues du CFSN, Dumitru Mazilu donne sa démission du CFSN le 26 janvier 1990, pour protester contre le maintien des pratiques staliniennes dans le pouvoir nouvellement constitué.

### L'activité post-révolutionnaire

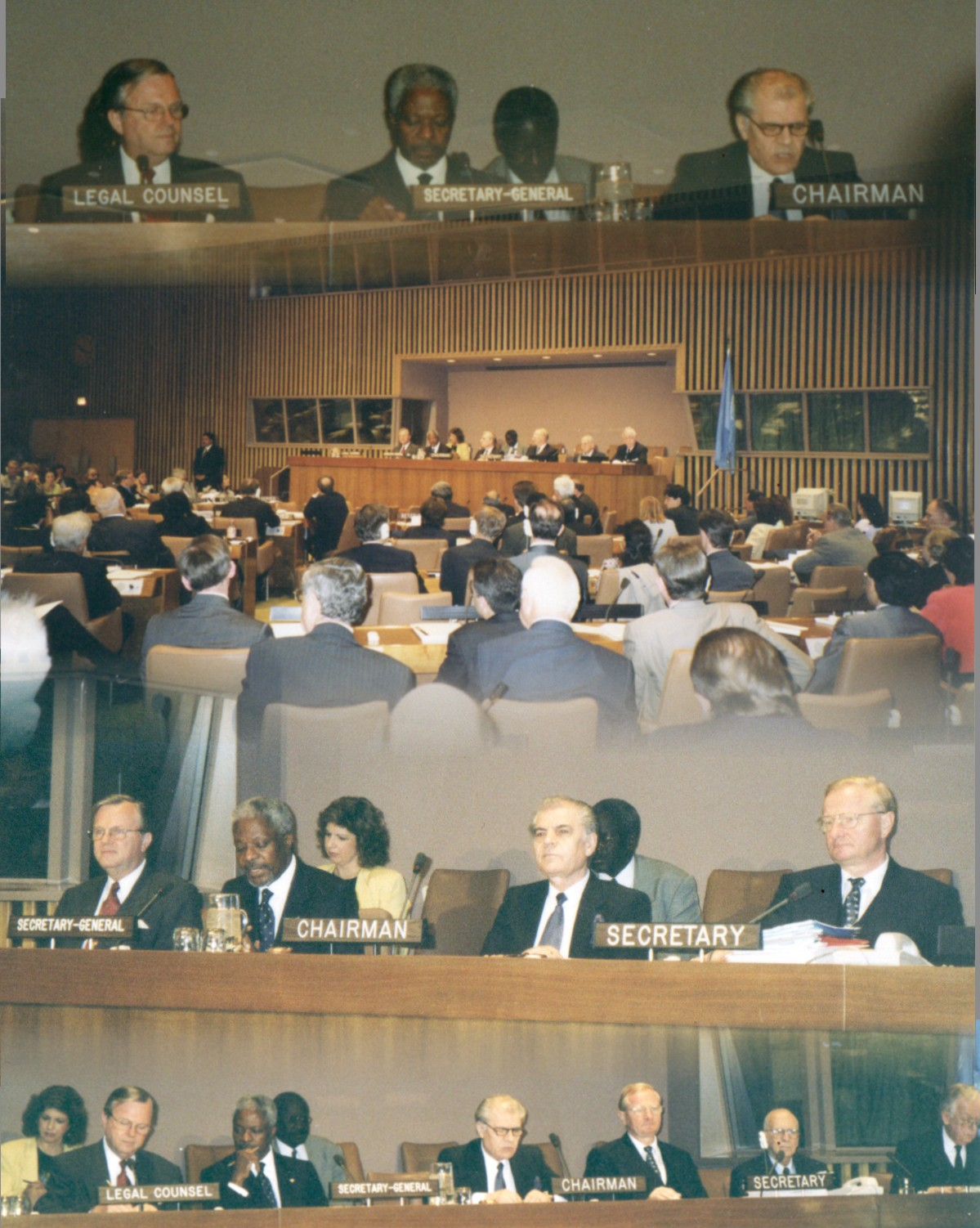
Dumitru Mazilu, vice-président de la Commission des Nations unies pour l'utilisation pacifique de l'espace cosmique (Vienne, 1997)

Ambassadeur aux Philippines de 1993 à 1995, puis aux Nations unies et auprès de l'OSCE à Vienne de 1995 à 1997, il est ensuite vice-président de la commission des Nations unies pour l'utilisation pacifique de l'espace cosmique en 1997 et de la commission des Nations unies pour le droit commercial international de 1998 à 2000.
Membre de l'Académie diplomatique internationale depuis 2002, il est professeur titulaire dans plusieurs institutions de Bucarest comme les universités chrétienne Dimitrie Cantemir et Hyperion, ainsi que l'Académie de police Alexandru Ioan Cuza et l'université navale Ovidius de Constanța.
Il est l'auteur de nombre de livres de droit, de commerce ou de diplomatie).

## Distinctions
Il est fait docteur honoris causa de l'Académie de police Alexandru Ioan Cuza de Bucarest en septembre 2002, de l'université internationale Albert Schweitzer de Genève en novembre 2002, de l'université navale Ovidius de Constanța en avril 2006 et de l'Université maritime de Constanța en mai 2008.
Il a en outre été proposé par l'Académie diplomatique internationale pour le prix Nobel de la paix en 2003.

## Biographie
L'Avatar d'une conscience (Dumitru Mazilu en dialogue avec Vasile Popa), Maison d'Édition Aura, Timisoara, 2004 .

## Documents

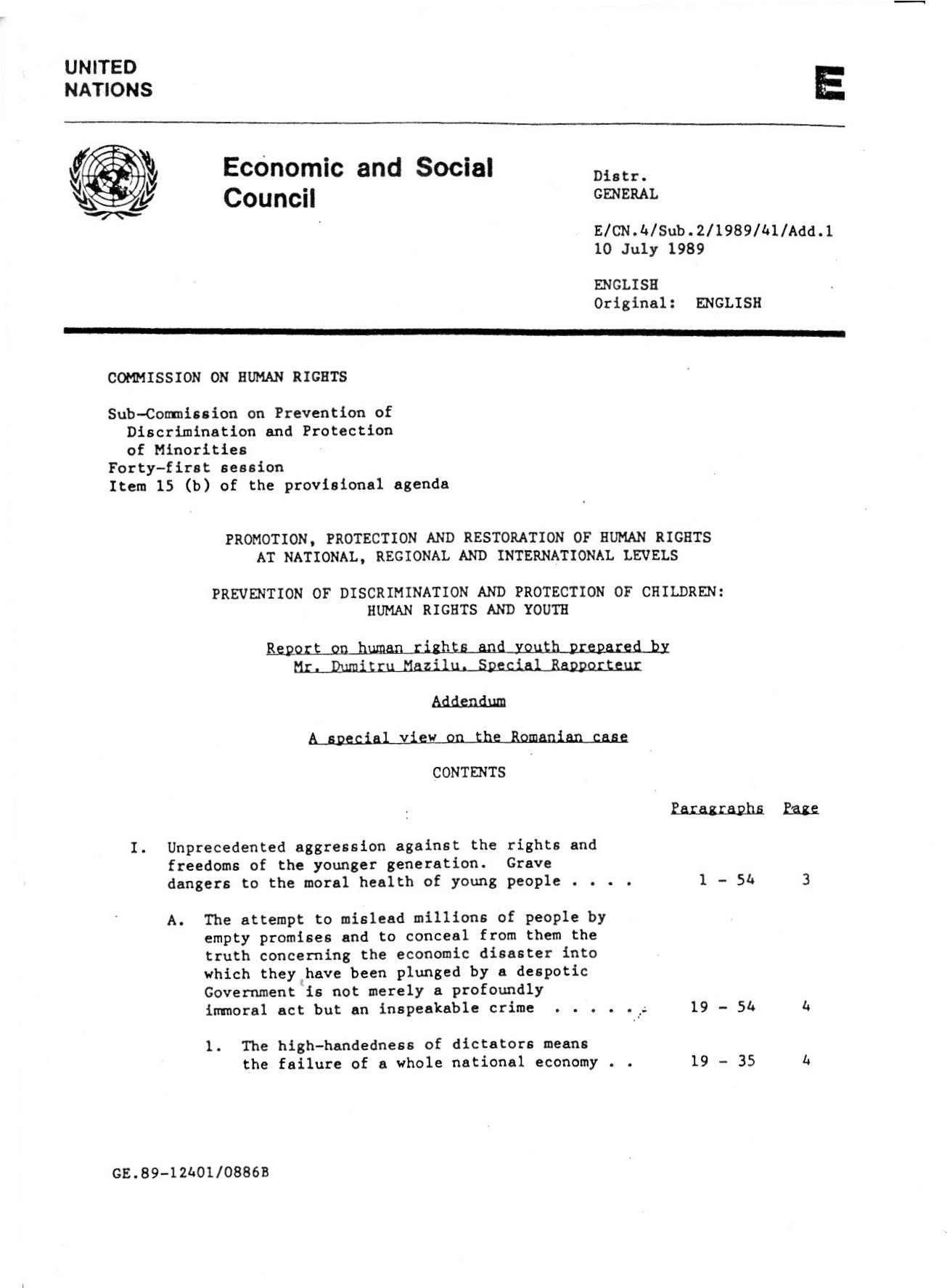
Le Rapport sur les Droits de l'homme et la jeunesse. Document officiel de l'ONU (Page 1. Sommaire)
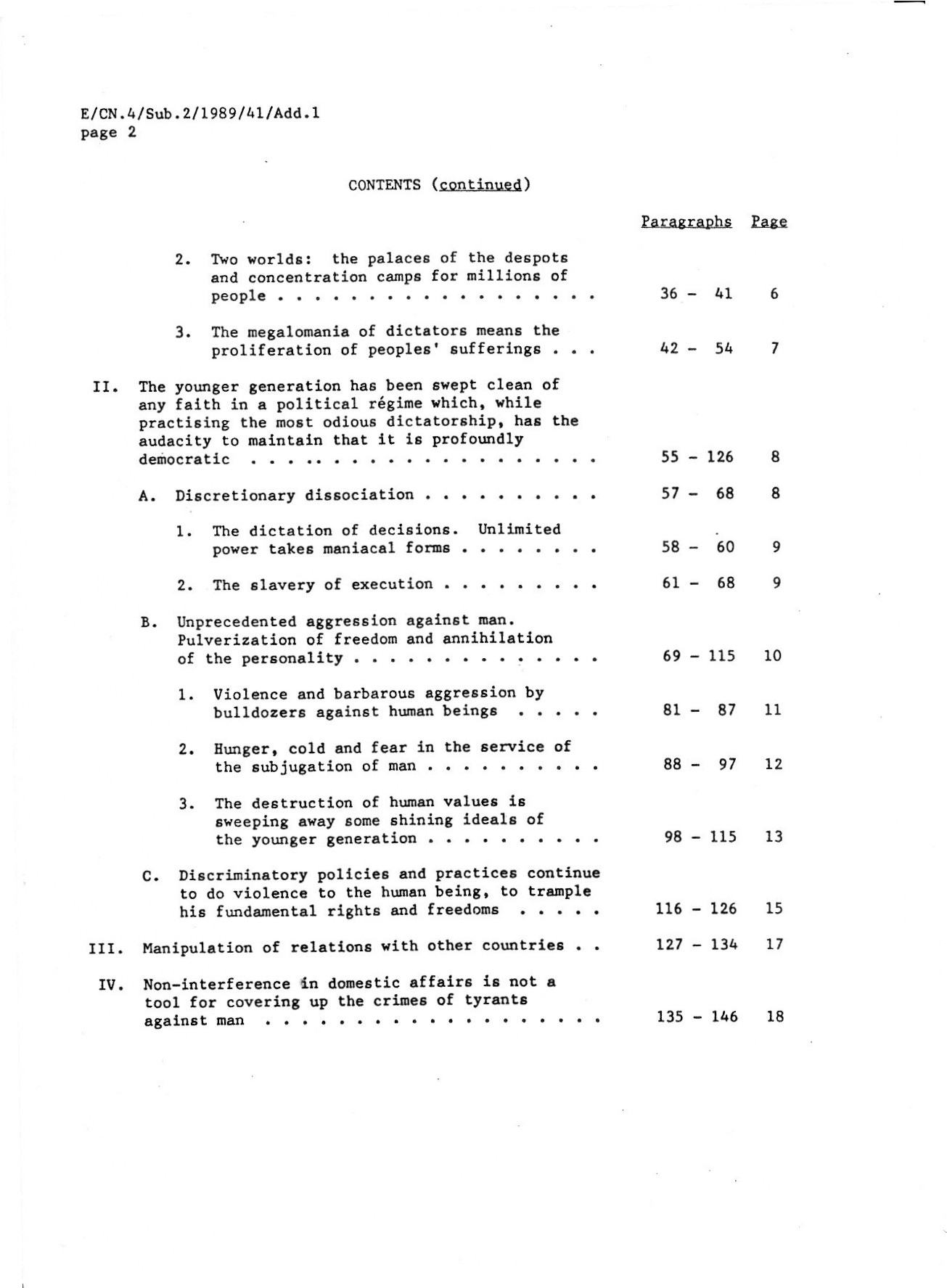
Le Rapport sur les Droits de l'homme et la jeunesse.(Page 2. Sommaire)